# Vigano San Martino
Vigano San Martino es una localidad y comune italiana de la provincia de Bérgamo, región de Lombardía, con 1.162 habitantes.

## Evolución demográfica
| Gráfica de evolución demográfica de Vigano San Martino entre 1861 y 2001 |
|                                                                          |
| Fuente ISTAT - elaboración gráfica de Wikipedia                          |